# زباله
زباله (به انگلیسی: Garbage)، دورریز (refuse)، آشغال یا باطله (trash, rubbish) مواد زائدی هستند که توسط انسان، معمولاً به دلیل عدم استفاده از آنها دور ریخته می‌شوند. این اصطلاح عموماً شامل مواد زائد بدن، ضایعات مایع یا گازی خالص یا مواد زائد سمی نمی‌شود. زباله‌ها معمولاً جدا می‌شوند و به انواع مواد مناسب برای انواع خاصی از دفع دسته‌بندی می‌شوند.
در انگلیسی کلمه گاربیج (garbage) به معنای «زباله» در اصل به معنای دل و جگر جوجه و دیگر احشاء بود؛ همان‌طور که در کتاب آشپزی (Boke of Kokery) قرن پانزدهم دیده می‌شود که دستور پخت گاربیج را دارد.

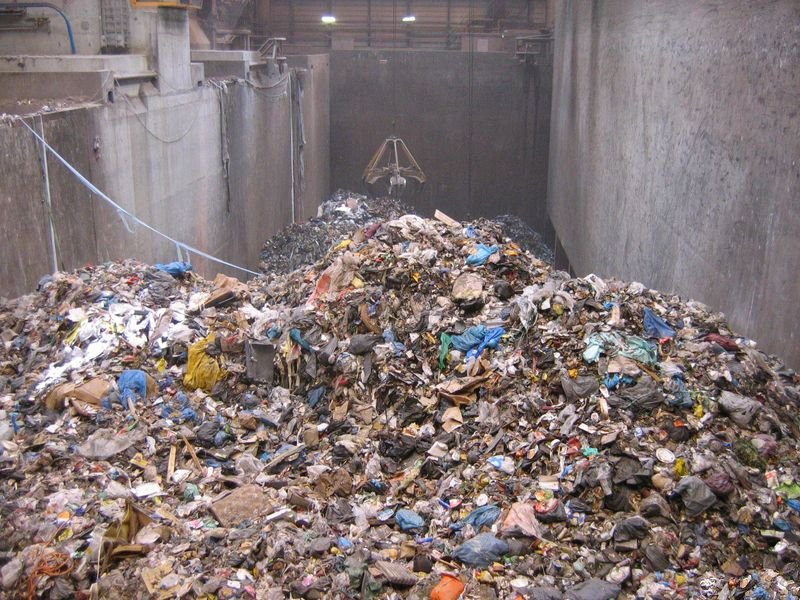
زباله‌های جمع‌آوری‌شده در هلند

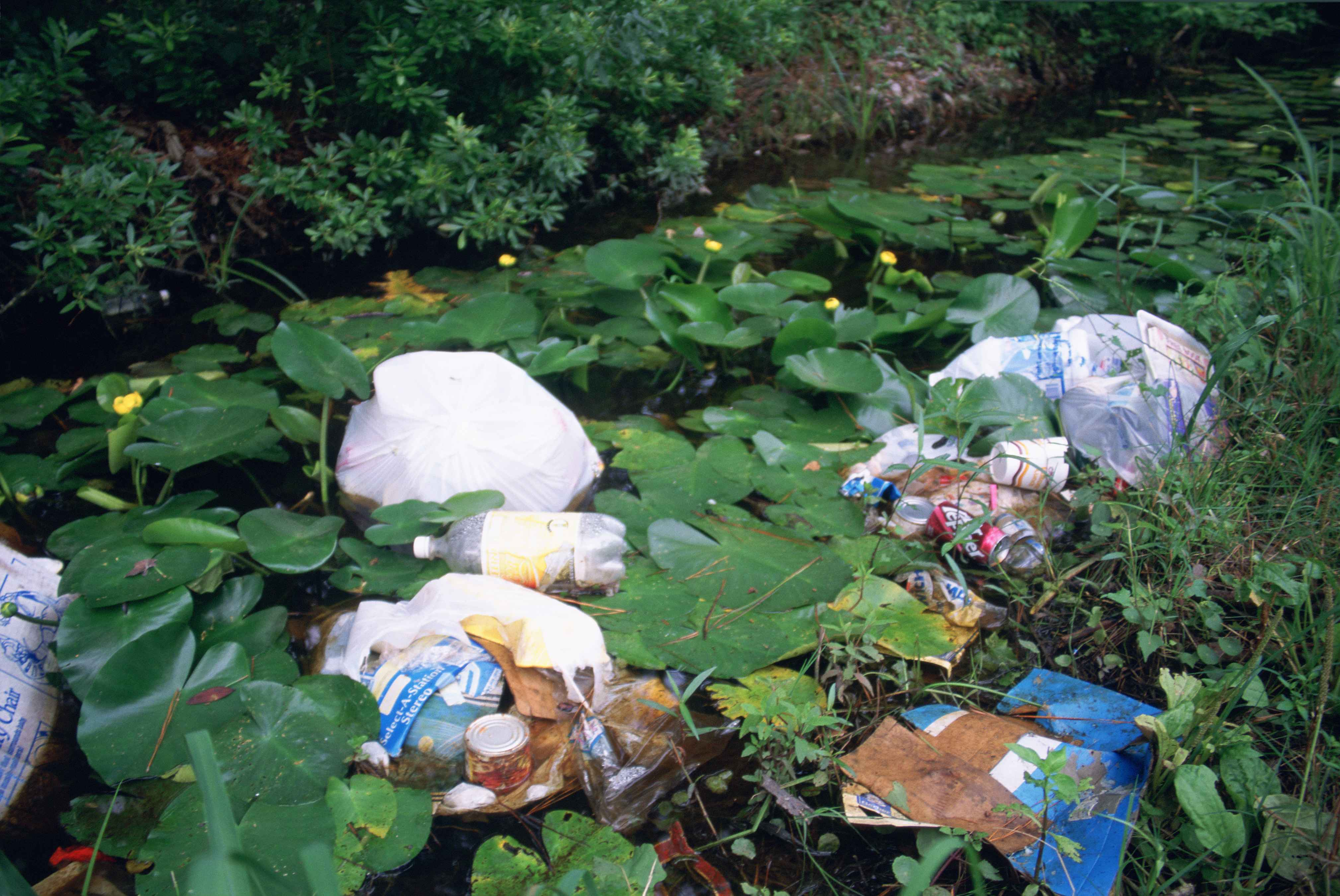
زباله‌های ریخته‌شده در یک منطقه تالابی در ایالات متحده، در میان نیلوفرهای آبی و گیاهان مردابی

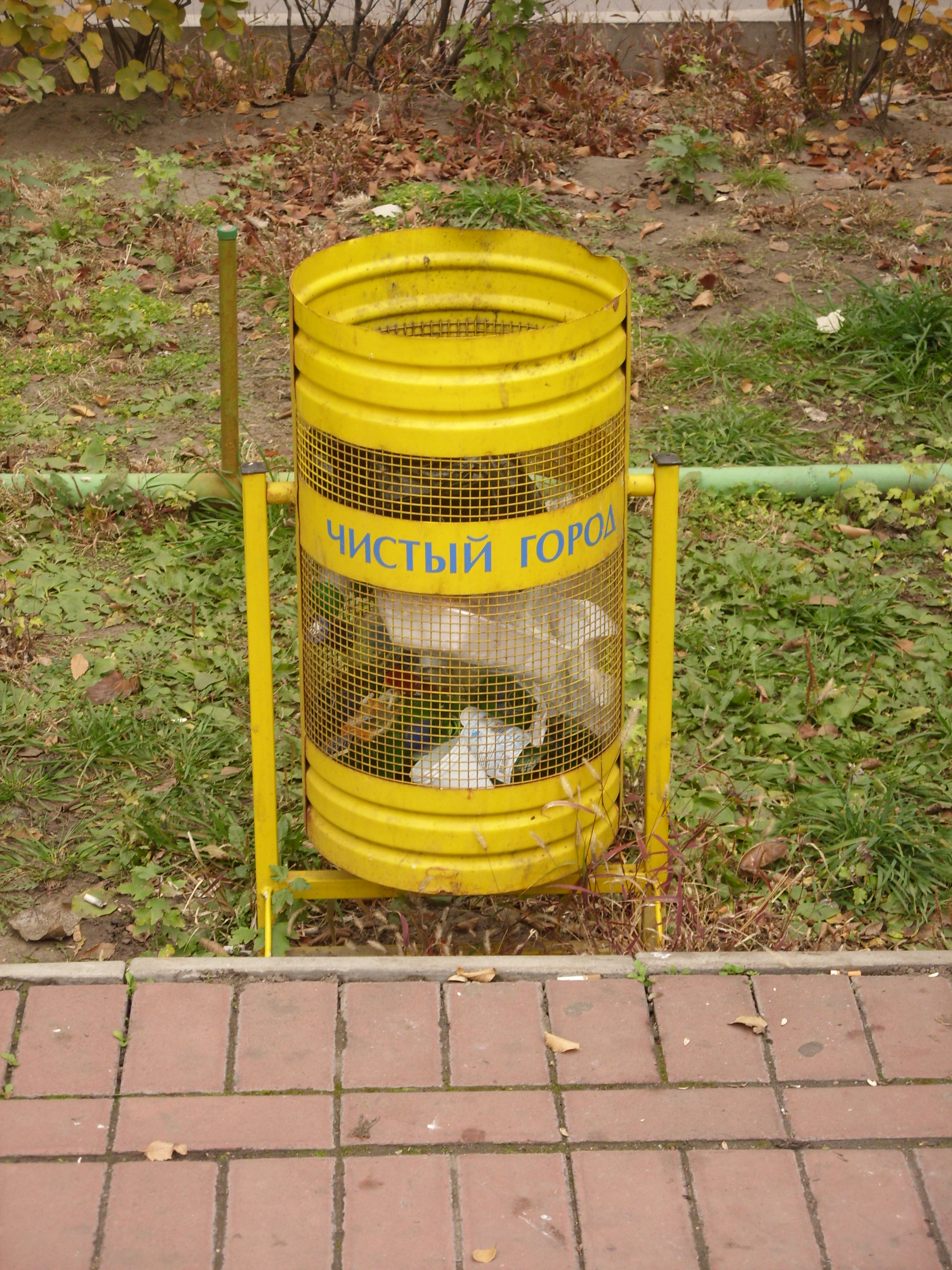
زباله در سطل زباله «شهر پاک» در ولژسکی، استان ولگوگراد، روسیه